# Tagora abnorminervis
Tagora abnorminervis är en fjärilsart som beskrevs av Embrik Strand 1924. Tagora abnorminervis ingår i släktet Tagora och familjen Eupterotidae. Inga underarter finns listade i Catalogue of Life.